# Kaiserabzeichen

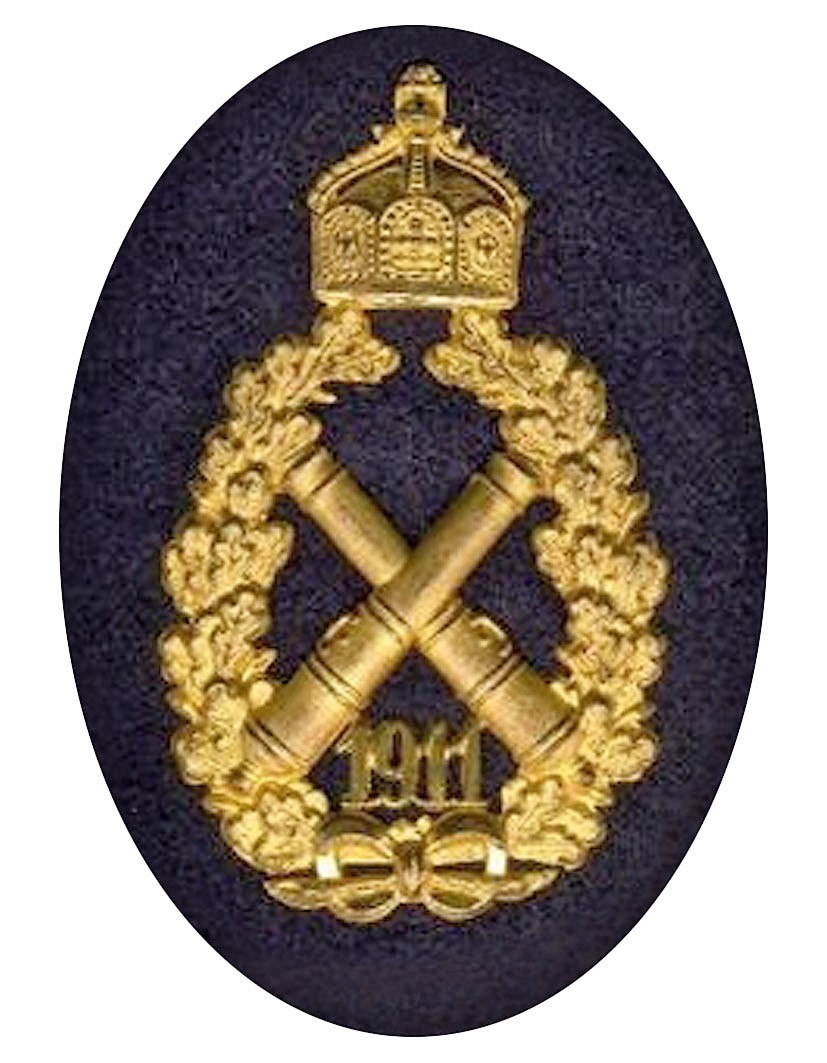
Kaiserabzeichen der Artillerie

Das Kaiserabzeichen wurde am 27. Januar 1895 durch Kaiser Wilhelm II. als jährliches Preisschießen für Offiziere und Unteroffiziere der Korps der Preußischen Armee gestiftet, um die Schießleistungen in den einzelnen Regimentern der Infanterie und Artillerie zu verbessern. Dieses Abzeichen wurde von 1895 bis 1913 verliehen.
Am jährlichen Preisschießen waren alle Infanterieregimenter, Jäger und Schützen sowie die gesamte Feld- und Fußartillerie beteiligt. Die Infanterieregimenter wurden separat von den Jäger- und Schützenbataillonen gewertet. Außerdem gab es für die Fuß- und Feldartillerie eigene Kategorien.
Die Sächsische Armee, die Württembergische Armee und die Bayerische Armee nannten die Auszeichnung Königsabzeichen.

## Aussehen
Infanterie

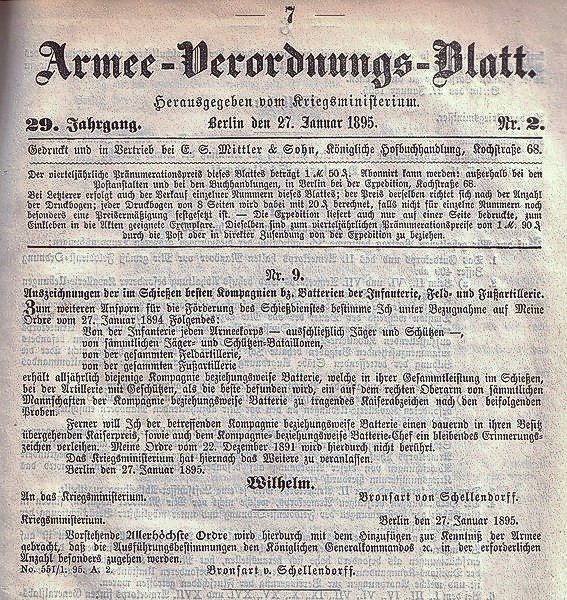
Verordnung 1895

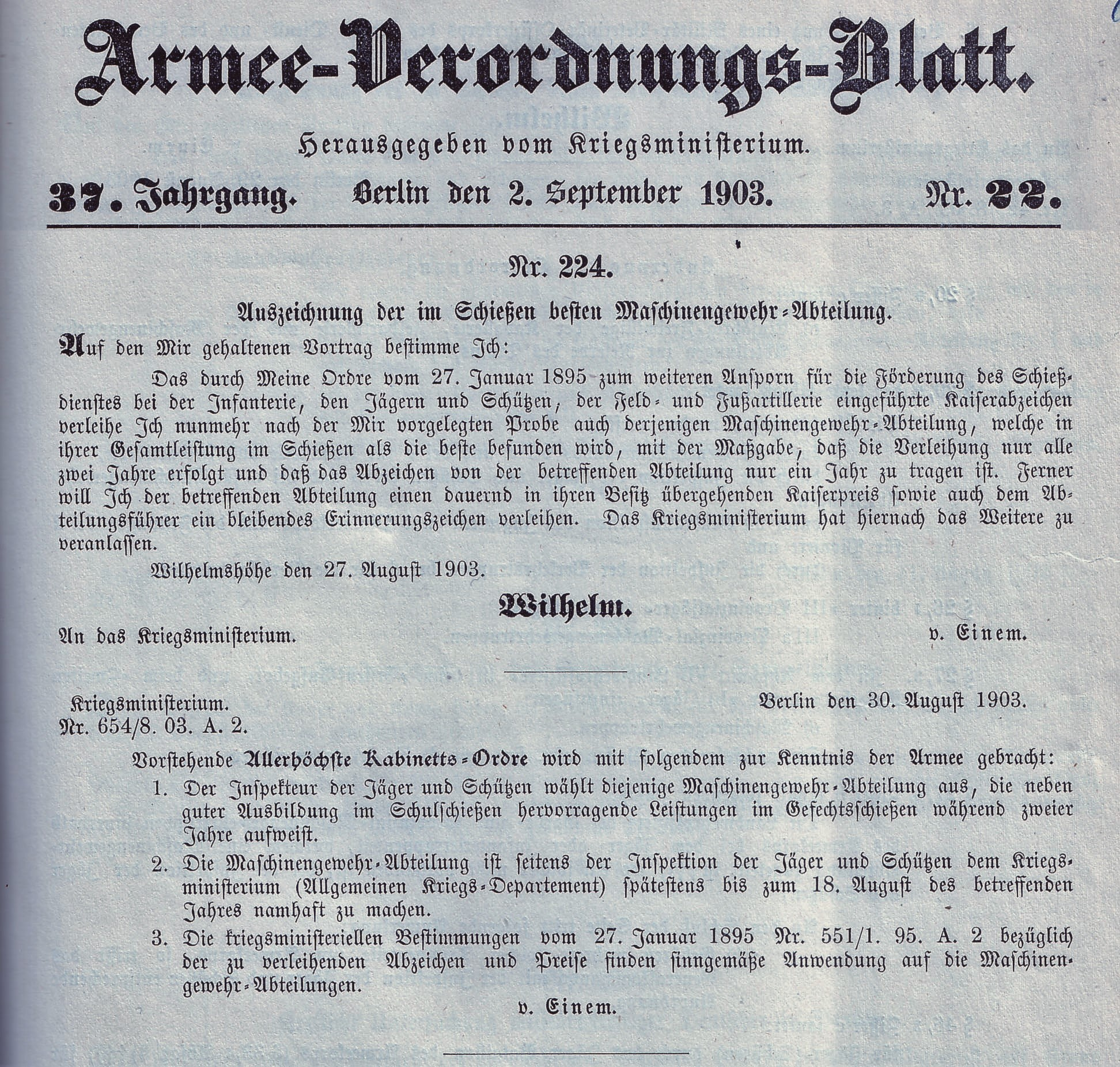
Nachtrag 1903

Das hohlgeprägte ovale Abzeichen zeigt zwei gekreuzte Gewehre umrahmt von einem Eichenlaubkranz. Dieser ist im unteren Teil zur Schleife gebunden. Darüber befindet sich das Jahr der Auszeichnung. Über dem Eichenlaubkranz thront entweder die Kaiser- oder die Königskrone. Gearbeitet wurde es aus vergoldetem Messing. Auf der Rückseite waren sechs angelötete Splinte zur Befestigung, die durch eine Gegenplatte gedrückt wurden.
Jäger
Das Abzeichen der Jäger zeigt ein kapitales Hirschgeweih, über dem eine Kaiserkrone steht. Außerdem über dem Schädel des Hirschs ein Strahlendes Kreuz. Auch dieses war aus Messing und vergoldet und wurde am rechten Oberarm getragen.
Artillerie
Das Abzeichen der Artillerie ist ähnlich dem der Infanterie, nur dass sich hier zwei Kanonen kreuzen anstelle von zwei Gewehren.
Maschinengewehr-Abteilungen
Ab 1903 wurden die MG-Abteilungen ebenfalls zum Kaiserschießen eingeladen und erhielten ihr eigenes Abzeichen.
Marine
Die Marineartillerie nahm ab 1895 am Kaiserschießen im Geschwaderverband teil, der Preis wurde aber rückwirkend für die Jahre 1893/94 verliehen. 1900/01 wurde wegen des Boxeraufstandes kein Marineschießen veranstaltet.

## Tragweise

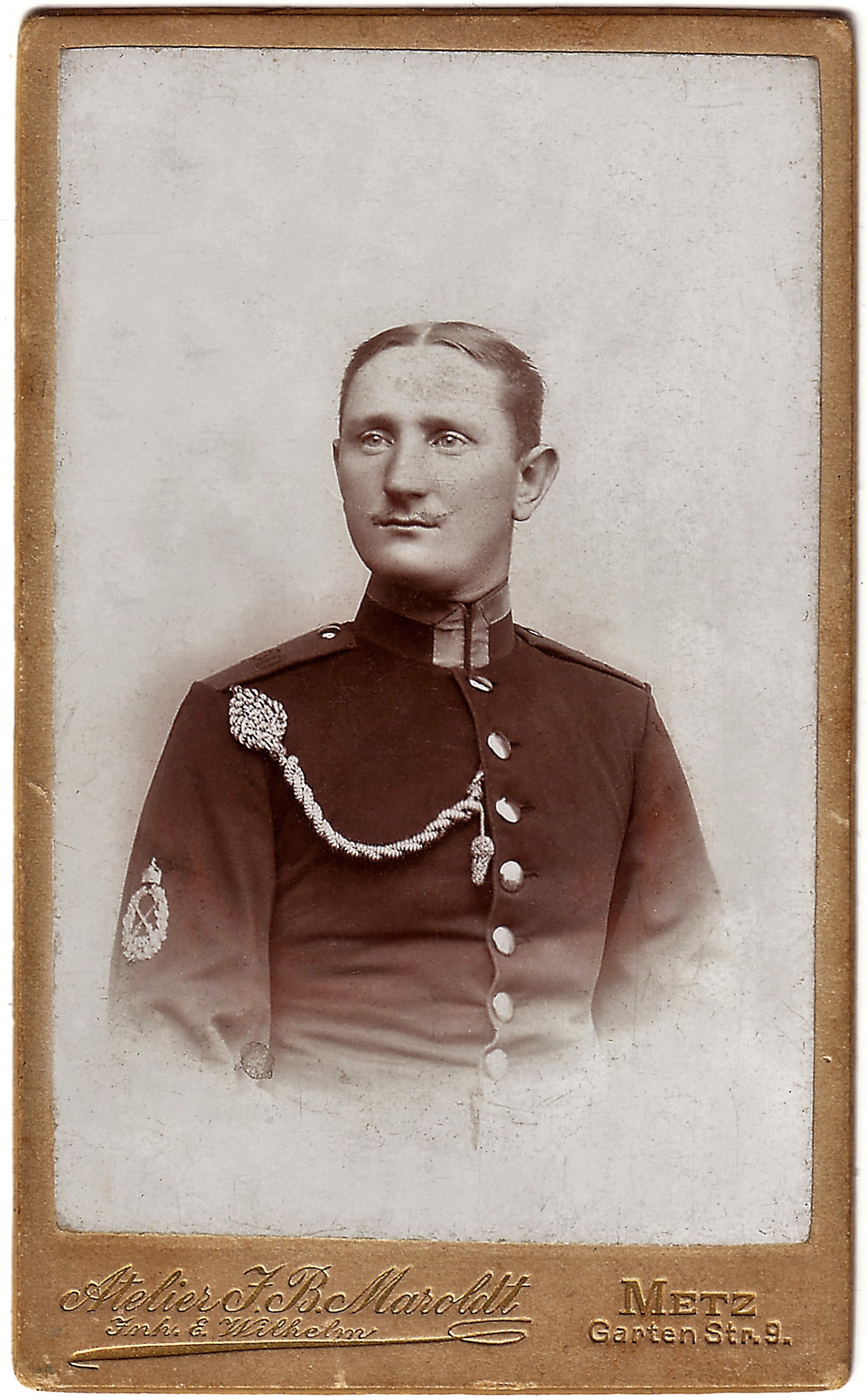
Unteroffizier mit Ärmelabzeichen der Infanterie (1895)

Die Kompanie mit den besten Ergebnissen erhielt das Kaiserabzeichen. Dieses Abzeichen wurde – ausschließlich von Mannschaften und Unteroffizieren des gesamten Regiments/Bataillons – am rechten Oberarm der Uniform getragen und zwar für ein Jahr.
Ab 1902, als sich Mehrfachauszeichnungen häuften, wurden die Verleihungsjahre in den Ehrenkranz geprägt. Der Kompaniechef erhielt ein silbernes Schild mit Inschrift.
Außerdem erhielt die siegreiche Kompanie eine bronzene Büste des Kaisers mit dem eingravierten Jahr der Ehrung. Diese Büste wurde Kaiserpreis genannt.